# Mike Mercedes
Miguel "Mike" Mercedes Jiménez (San Felipe de Puerto Plata, Puerto Plata, República Dominicana; 6 de enero de 1936-Santo Domingo, República Dominicana; 29 de junio de 2010), fue un gastrónomo dominicano de fama internacional, quién llegó a preparar comida gourmet para personalidades internacionales. Tuvo una trayectoria en el arte culinaria de más de 50 años.

## Su vocación
En los años 70 abandonó la escuela de Derecho de la UASD para dedicarse al arte culinario. En los años 80 el Consejo de Estado le concedió una beca para estudiar en París, Francia.

## Jefes de Estado a los que sirvió
Llegó a cocinar para el Papa, Juan Pablo II, para los reyes de España, Juan Carlos I y Sofía de Borbón, para la reina Beatriz I de los Países Bajos, para, Golda Meir, Francois Mitterrand, Presidente Carlos menen de Argentina, Anoldo Alemán Presidente de Nicaragua, Hugo Chávez Presidente de Venezuela

### Artistas internacionales que probaron su comida
Artistas como: Celia Cruz, Tito Puente, El Canario, Johnny Pacheco, Gloria Estefan y su esposo Emilio Estefan, entre otros. Fue chef oficial de los XV juegos centro americanos y del Caribe, Santiago República Dominicana 1986.

## Reconocimientos
Algunas organizaciones reconocieron su destacada labor. Así, la Sociedad Filantrópica de París y Long Island Chef Association le otorgaron una placa y un trofeo, a través de la persona del entonces gobernador de Nueva York, Nelson Rockefeller.